# Campionati del mondo di ciclismo su strada 2006 - Gara in linea femminile Elite
La gara in linea femminile Elite dei Campionati del mondo di ciclismo su strada 2006 fu corsa il 24 settembre 2006 nel territorio circostante Salisburgo, in Austria, per un percorso totale di 132,6 km. Fu vinta dall'olandese Marianne Vos che concluse il circuito in 3h20'26".

## Percorso
La gara in linea si svolgeva lungo un circuito di 22,2 km intorno a Salisburgo; il punto più settentrionale era l'abitato di Elixhausen: lì era situato anche il punto più alto, 547 m s.l.m. Partenza e arrivo erano in Mirabellplatz. Le atlete della gara femminile Elite dovevano completare sei giri, affrontando salite per un dislivello complessivo di 1398 metri.

## Squadre e corridori partecipanti
| N.    | Cod. | Squadra       |
| ----- | ---- | ------------- |
| 1-7   | GER  | Germania      |
| 8-11  | GBR  | Gran Bretagna |
| 12-17 | AUS  | Australia     |
| 18-22 | DEN  | Danimarca     |
| 23-29 | NED  | Paesi Bassi   |
| 30-35 | ITA  | Italia        |
| 36-41 | SWE  | Svezia        |
| 42    | NOR  | Norvegia      |
| 43-48 | LTU  | Lituania      |
| 49-54 | SUI  | Svizzera      |
| 55-60 | CAN  | Canada        |
| 61-66 | USA  | Stati Uniti   |
| 67-72 | ESP  | Spagna        |
| 73-77 | POL  | Polonia       |
| 78-83 | RSA  | Sud Africa    |
| 84-89 | FRA  | Francia       |

| N.      | Cod. | Squadra         |
| ------- | ---- | --------------- |
| 90-95   | BEL  | Belgio          |
| 96      | KAZ  | Kazakistan      |
| 97-102  | RUS  | Russia          |
| 103-108 | AUT  | Austria         |
| 109     | EST  | Estonia         |
| 110-111 | NZL  | Nuova Zelanda   |
| 112-113 | JPN  | Giappone        |
| 114-116 | MEX  | Messico         |
| 117-121 | UKR  | Ukraina         |
| 122-124 | BRA  | Brasile         |
| 125-128 | CZE  | Repubblica Ceca |
| 129     | IRL  | Irlanda         |
| 130     | ARG  | Argentina       |
| 131-134 | CHN  | Cina            |
| 135     | ESA  | El Salvador     |
| 136     | HUN  | Ungheria        |

## Resoconto degli eventi
La corsa femminile vide subito lanciato il primo attacco, con la canadese Anne Samplonius seguita dalla russa Natalia Boyarskaya sole in testa per quasi due giri, per poi essere rassorbite dal gruppo, tirato dalla Svizzera, durante il quarto giro. Il giro successivo vide diversi tentativi, tra i quali quello più importante fu lanciato dalla britannica Nicole Cooke, a cui si unirono Nicole Brändli (Svizzera) e Marianne Vos (Paesi Bassi). Nel gruppo fu la Germania a lavorare per annullare il vantaggio delle tre fuggitive, con Judith Arndt che continuò l'azione staccando una nuova fuga solitaria, con la sola Vos capce di aggiungersi alla tedesca e Cooke in gruppo a guidare l'inseguimento.
All'inizio dell'ultimo giro, le due battistrada furono raggiunte prima dalla russa Svetlana Bubnenkova, poi da altre nove atlete e il gruppetto delle dodici si trovò ad affrontare l'ultima metà del giro con 1'40" di vantaggio dal gruppo. Il primo attacco di Cooke fu annullato da Priska Doppmann, che riuscì ad avvantaggiarsi dal gruppetto di inseguitrici. Fu ancora il lavoro di Arndt a ricompattare il gruppo ai piedi dell'ultima ascesa del percorso. Cooke attaccò nuovamente lungo la salita, formando un terzetto con Brändli e Vos, costringendo ancora una volta Arndt a tirare per raggiungerle, riuscendoci a 5 km dal traguardo. Fu quindi la statunitense Amber Neben a tentare l'attacco, seguita dall'olandese Chantal Beltman. Il seguente tentativo di Doppmann fu annullato da Senff a 2 km dal traguardo, mentre Beltman fu raggiunta da Noemi Cantele. All'ultima curva prima del rettilineo finale, Bubnenkova era in testa con Arndt alla ruota. La volata fu lanciata dall'australiana Oenone Wood, ma fu l'olandese Vos a staccare in volata tutte le avversarie, aggiudicanodsi la vittoria.

## Ordine d'arrivo (Top 10)
| Pos. | Corridore           | Squadra       | Tempo    |
| ---- | ------------------- | ------------- | -------- |
| 1    | Marianne Vos        | Paesi Bassi   | 3h20'26" |
| 2    | Trixi Worrack       | Germania      | s.t.     |
| 3    | Nicole Cooke        | Gran Bretagna | s.t.     |
| 4    | Noemi Cantele       | Italia        | s.t.     |
| 5    | Priska Doppmann     | Svizzera      | s.t.     |
| 6    | Oenone Wood         | Australia     | s.t.     |
| 7    | Annette Beutler     | Svizzera      | s.t.     |
| 8    | Nicole Brändli      | Svizzera      | s.t.     |
| 9    | Svetlana Bubnenkova | Russia        | s.t.     |
| 10   | Andrea Graus        | Austria       | s.t.     |